# Hypselorhachis
Hypselorhachis is een geslacht van uitgestorven reptielen, mogelijk een ctenosauriscide archosauriër verwant aan Ctenosauriscus. Het leefde tijdens het Trias. Het is momenteel alleen bekend van een enkele wervel, het holotype NHMUK R16586, die is gevonden in de Manda-bedden in het Midden-Trias in Tanzania. De wervel is in redelijk goede staat bewaard gebleven, want hoewel het lange doornuitsteeksel op verschillende plaatsen is afgebroken, is hij niet gebroken, hoewel hij vrij slank is, slechts ongeveer twintig millimeter dik in de dwarsrichting.

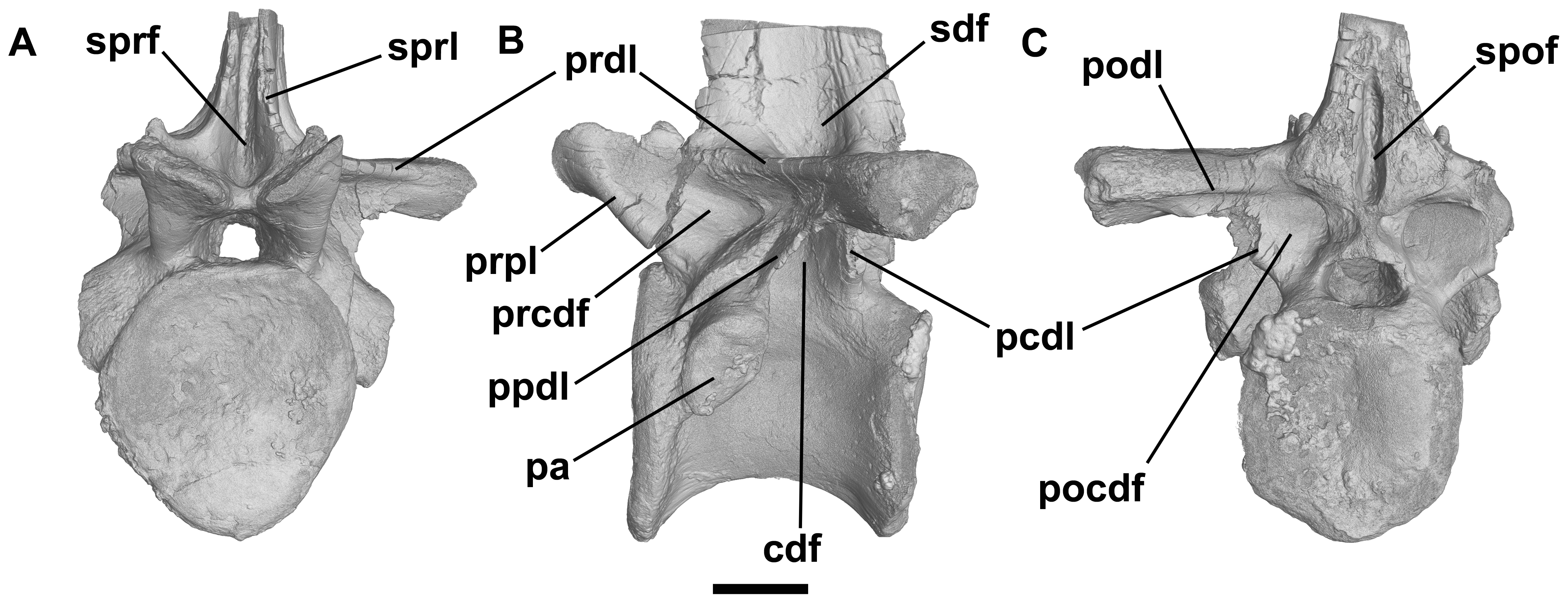
Het holotype in drie aanzichten

De typesoort is Hypselorhachis mirabilis, benoemd maar nooit volledig beschreven door de Engelse paleontoloog Alan Jack Charig. Hypselorhachis werd in 1988 toegewezen aan de Ctenosauriscidae, een groep archosauriërs met zeilruggen. Het werd formeel beschreven door Richard J. Butler e.a. in 2009. De naam betekent 'prachtige hoge ruggengraat', van het Latijnse 'mirabilis' 'prachtig' en het Griekse 'ὑπσελος', 'hoog' en 'ῥαχις' 'ruggengraat'. Hypselorhachis was waarschijnlijk minstens drie meter lang, en misschien wel vier of vijf meter lang, aangezien de wervel zeker van een vrij groot dier is.
Hypselorhachis is bekend van een enkele voorste ruggenwervel, gevonden in de Lifua-afzetting van de Manda-bedden, waarvan wordt gedacht dat deze is afgezet tijdens het Anisien. Het enige kenmerk dat het geslacht diagnosticeert, is een eigenschap van de prezygapophyses, de voorste gewrichtsuitsteeksels - kleine delen van het bot die naar voren en boven uitsteken. Vanwege het gebrek aan ander materiaal, kunnen vergelijkingen tussen het geslacht en andere vroege archosauriërs alleen worden gebaseerd op kenmerken die in de wervel worden gezien, waardoor elke huidige fylogenetische classificatie voorlopig is. Omdat het doornuitsteeksel van het holotype langwerpig is, meer dan vijf keer de hoogte van het centrum, kan Hypselorhachis een ctenosauriscide zijn. Het doornuitsteeksel is ongeveer 305 millimeter hoog, of mogelijk groter dan dit, aangezien een deel van het uiteinde kan ontbreken, terwijl het centrum slechts ongeveer zestig millimeter hoog is, zelfs op de hoogste punten. Het centrum heeft diep holle onder-, linker- en rechtervlakken. Andere ctenosaurisciden zoals Arizonasaurus en Ctenosauriscus bezaten kenmerkende grote zeilen die werden gevormd uit langwerpige doornuitsteeksels, en het doornuitsteeksel zelf is ook vergelijkbaar. Bij Hypselorhachis, zoals bij de genoemde ctenosaurisciden, is het doornuitsteeksel breder aan het bovenste uiteinde dan aan de basis, en als het, zoals zeker lijkt, een vol zeil had, zou het zeil behoorlijk stevig zijn geweest omdat het bot grotendeels in dwarsrichting was samengedrukt met weinig ruimte ertussen. De wervelboog is zeer solide en vrij compact, en het ruggenmergkanaal vrij dun, zodat het ruggenmerg relatief goed beschermd zou zijn.
Andere kenmerken van de wervel zijn onder meer meerdere fossae of putjes rond het ruggenmergkanaal, vooral net erboven aan de achterkant van de wervel. Deze waren aanwezig bij veel archosauriërs en archosauromorfen, zoals dinosauriërs, pterosauriërs, Erythrosuchus, Postosuchus en Arizonasaurus. Het feit dat Hypselorhachis ze deelt met Arizonasaurus kan ook een verder bewijs zijn van de nauwe verwantschap ervan - hoewel ze op zichzelf zo gewoon waren dat ze dit niet zouden suggereren, de aanwezigheid van zowel de diepe fossae als het doornuitsteeksel dat lijkt op dat van Arizonasaurus is sterk bewijs dat suggereert dat Hypselorhachis inderdaad een ctenosauriscide was, of op zijn minst een lid van de belangrijkste ctenosauriscide groep.